# Čeng Che sia-si-jang
Čeng Che sia-si-jang (čínsky: pchin-jin: Zhèng Hé Xià Xīyáng, znaky tradiční: 鄭和下西洋, zjednodušené: 郑和下西洋; doslova „Čeng Cheovy plavby do Západního oceánu“), alternativní název Ta chang-chaj (čínsky: pchin-jin: Dà hánghǎi, znaky: 大航海; doslova „Velký mořeplavec“), je čínský historický televizní seriál vysílaný od roku 2009. Popisuje život Čeng Chea, eunucha zaujímajícího v první polovině 15. století vysoké postavení u císařského dvora říše Ming, a výpravy loďstva pod jeho velením do Austrálie, Nový Zéland, jihovýchodní a jižní Asie, Blízkého východu, východní Afriky, a Ameriky.
Natáčení seriálu bylo zahájeno roku 2005, v roce šestistého výročí zahájení první ze sedmi plaveb Čeng Chea. Točilo se v Hengdian World Studios v Če-ťiangu. Titulní roli ztvárnil hongkongský herec Gallen Lo (羅嘉良).

## Obsazení
- Gallen Lo jako Čeng Che
- Tchang Kuo-čchiang jako císař Jung-le
- Jü Siao-chuej jako císařovna Sü
- Tu Jü-lu jako Jao Kuang-siao
- Li Ta-kuang jako Wang Ťing-chung